# Улица Бориса Петровского
Улица Бори́са Петро́вского — улица на севере Москвы в Хорошёвском районе и районе Беговой Северного административного округа между улицей Маргелова и 2-м Боткинским проездом.

## Происхождение названия
Проектируемый проезд № 6368 получил название в феврале 2017 года в честь советского и российского хирурга, учёного, министра здравоохранения СССР (1965—1980) Б. В. Петровского (1908—2004). Рядом с улицей расположена Городская клиническая больница имени С. П. Боткина.

## Описание
Улица начинается от улицы Маргелова, проходит на северо-восток, пересекает улицу Поликарпова и выходит на 2-й Боткинский проезд.

## Транспорт
По улице проходят автобусы 84, 101, 175, 847, 207, с23.